# Spółgłoska uderzeniowa z retrofleksją dźwięczna
Spółgłoska uderzeniowa z retrofleksją – rodzaj dźwięku mowy, spotykany w niektórych językach. W Międzynarodowym alfabecie fonetycznym jest oznaczana symbolem [ɽ], a w X-SAMPA – symbolem [r`].

## Artykulacja
- powietrze jest wydychane z płuc – jest to spółgłoska płucna egresywna
- wejście do jamy nosowej jest zablokowane przez podniebienie miękkie i języczek – jest to spółgłoska ustna.
- powietrze przepływa nad środkową częścią języka - jest to spółgłoska środkowa
- czubek języka dotyka podniebienia twardego – jest to spółgłoska z retrofleksją
- kontakt artykulatorów jest bardzo krótki – jest to spółgłoska uderzeniowa
- więzadła głosowe drgają – jest to spółgłoska dźwięczna

### Warianty
Można wyróżnić zasadniczo dwa typy retrofleksji:
- artykulację apikalno-postalweolarną – koniuszek języka zostaje uniesiony ku górze i zbliża się (ew. styka) z obszarem tuż za dziąsłami,
- artykulację subapikalno-prepalatalną – przód języka wygina się ku górze i do tyłu, tak że spodnia część języka zbliża się (ew. styka) z początkowym odcinkiem podniebienia twardego.

## Przykłady
- w języku enga: yála ['jɑɽɑ], „wstyd”
- w języku hausa: bara [bəɽa], „sługa”
- w języku hindi: baṛā [bəɽɑː], „wielki”
- w języku purepecha: warhiti[1] [wa'ɽiti], „kobieta”

## Terminologia
Spółgłoska z retrofleksją to inaczej szczytowa lub cerebralna.